# Купеньо (язык)
Купеньо (Cupeño) — мёртвый юто-ацтекский язык, на котором раньше говорил народ купеньо, который сейчас проживает на юге штата Калифорния (около резервации Пала, севернее от статистически обособленной местности Вали-Сентер), в США. Последняя носительница купеньо Росинда Ноласкес умерла в 1987 году, в возрасте 92 лет. В настоящее время народ говорит на английском языке.